# Lija Achedžakova
Lija Medžidovna Achedžakova (in russo Лия Меджидовна Ахеджакова?; Dnipropetrovs'k, 9 luglio 1938) è un'attrice e doppiatrice sovietica, dal 1991 russa.

## Biografia
Lija Achedžakova è nata il 9 luglio 1938 a Dnipro, fino al 2016 chiamata Dnipropetrovs'k, nell'attuale Ucraina. Si è trasferita poi con la famiglia a Majkop, dove ha trascorso l'infanzia. Suo padre, Medžid Salechovič Achedžakov (1914-2012), era un nobile circasso che servì come direttore principale del Teatro nazionale della Repubblica di Adighezia, mentre la madre, Julija Aleksandrovna Achedžakova (1916-1990) era un'attrice presso lo stesso teatro.
Lija Achedžakova ha studiato all'Università russa di arti teatrali, dove si è laureata nel 1962. In teatro ha ottenuto subito notorietà per i suoi ruoli en travesti. Dal 1977 al 2023 è stata un'attrice fissa del Teatro Sovremennik di Mosca.
Per quanto riguarda la carriera cinematografica, Lija Achedžakova ha recitato in molte pellicole del regista Ėl'dar Rjazanov, tra le quali Equivoci di una notte di capodanno del 1975, Služebnyj roman del 1977, Garaž del 1979 ed infine Nebesa obetovannye del 1991. Quest'ultimo film le è valso un premio Nika come migliore attrice non protagonista, così come è avvenuto nel 2006 per il suo ruolo in Izobražaja žertvu di Kirill Serebrennikov. Nel 2014 ha ricevuto il Nika onorario per la sua carriera.
Ha criticato molto la politica della Russia contemporanea, dichiarandosi inoltre contro l'invasione russa dell'Ucraina del 2022. Nel 2013 ha ricevuto un premio dal Gruppo Helsinki di Mosca per la "protezione dei diritti umani per mezzo della cultura e delle arti".
Nell'aprile 2023 il quotidiano online Meduza ha riferito che il capo del Progetto di sicurezza federale e anticorruzione, Vitalij Borodin, ha chiesto al procuratore generale russo di avviare un procedimento penale contro Lija Achedžakova, affermando che l'attrice avrebbe criticato "le decisioni e le politiche degli organi statali e del Presidente riguardanti l'invasione russa dell'Ucraina. È stata accusata inoltre di "tradimento" e di "screditare" le forze armate. In seguito a ciò Achedžakova ha dovuto lasciare il Teatro Sovremennik, nonostante avesse negato le accuse.

### Vita privata
Il primo marito di Lija Achedžakova è stato Valerij Nosik, attore, morto nel 1995. Il secondo marito è stato il poeta e artista Boris Kočejšvili, dal quale si è separata. Nell'estate del 2001 si è sposata col fotografo Vladimir Persijaninov.

## Filmografia parziale
- Išču čeloveka (Ищу человека), regia di Michail Bogin (1973)
- Ivan da Mar'ja (Иван да Марья ), regia di Boris Rycarev (1974)
- Equivoci di una notte di capodanno (Ирония судьбы, или С лёгким паром!), regia di Ėl'dar Rjazanov (1975)
- Pošechonskaja starina (Пошехонская старина), regia di Natal'ja Bondarčuk, Nikolaj Burljaev e Igor' Chuciev (1975)
- Venti giorni senza guerra (Двадцать дней без войны), regia di Aleksej German (1976)
- Služebnyj roman (Служебный роман), regia di Ėl'dar Rjazanov (1977)
- Kogda ja stanu velikanom (Когда я стану великаном), regia di Inessa Tumanjan (1978)
- Podarok čёrnogo kolduna (Подарок чёрного колдуна), regia di Boris Rycarev (1978)
- Mosca non crede alle lacrime (Москва слезам не верит), regia di Vladimir Men'šov (1979)
- Garaž (Гараж), regia di Ėl'dar Rjazanov (1979)
- Vos'moe čudo sveta (Восьмое чудо света), regia di Samson Samsonov (1981)
- Kuda ičnez Fomenko? (Куда исчез Фоменко?), regia di Vadim Gauzner (1981)
- Osennij podarok fej (Осенний подарок фей), regia di Vladimir Byčkov (1984)
- Brodjačij avtobus (Бродячий автобус), regia di Iosif Chejfic (1989)
- Sukiny deti (Сукины дети), regia di Leonid Filatov (1990)
- Nebesa obetovannye (Небеса обетованные), regia di Ėl'dar Rjazanov (1991)
- Vino iz oduvančikov (Вино из одуванчиков), regia di Igor' Apasjan (1997)
- Starye kljači (Старые клячи), regia di Ėl'dar Rjazanov (2000)
- Izobražaja žertvu (Изображая жертву), regia di Kirill Serebrennikov (2006)
- Vetka sireni (Ветка сирени), regia di Pavel Lungin (2007)
- Mamy (Мамы), regia di Tichon Kornev, Ašot Keščjan, Karen Oganesjan, Ėl'dar Salavatov, Sarik Andreasjan, Dmitrij Djužev, Evgenij Abyzov, Alan Badojev e Kirill Kozlov (2012)
- Krotkaja (Кроткая), regia di Serhij Loznycja (2017)
- Summer (Лето), regia di Kirill Serebrennikov (2018)

## Riconoscimenti
- Premi Nika
  - 1991 – Migliore attrice non protagonista per Nebesa obetovannye
  - 2006 – Migliore attrice non protagonista per Izobražaja žertvu
  - 2014 – Onorario